# Polycirrus purpureus
Polycirrus purpureus är en ringmaskart som beskrevs av Schmarda 1861. Polycirrus purpureus ingår i släktet Polycirrus och familjen Terebellidae. Inga underarter finns listade i Catalogue of Life.